# Conducció elèctrica
La conducció elèctrica és el moviment de partícules carregades elèctricament a través d'un medi (conductor elèctric). El moviment pot formar un corrent elèctric com a resposta a un camp elèctric. El mecanisme que hi ha darrere d'aquest moviment depèn del material.
En els metalls i les resistències la llei d'Ohm descriu bé la seva conducció elèctrica, aquesta llei estableix que el corrent és proporcional al camp elèctric aplicat. La facilitat amb la que la densitat de corrent (corrent per unitat d'àrea) j apareix a un material s'expressa com la conductivitat elèctrica σ, que es defineix com:
{\displaystyle j=\sigma E}
on j és la densitat del corrent elèctric i E la força del camp elèctric. La inversa de la conductivitat elèctrica és la resistivitat elèctrica ρ:
{\displaystyle j={E \over \rho }}
En els materials anisotròpics σ i ρ són tensors.

## Sòlids
En els sòlids cristal·lins els àtoms interaccionen entre ells, i els nivells d'energia dels electrons als àtoms aïllats esdevenen bandes. Que un material conduexi o no ho determina la seva estructura de bandes. Els electrons, essent fermions, segueixen el principi d'exclusió de Pauli, això significa que dos electrons que interaccionen al mateix sistema no poden ocupar el mateix estat quàntic, el que implica que els quatre nombres quàntics han de ser diferents. D'aquesta manera, en un sòlid els electrons omples les bandes d'energia fins a un cert nivell que rep el nom d'energia de Fermi. Les bandes que són completament plenes d'electrons no poden conduir l'electricitat perquè no hi ha un nivell d'energia proper al qual puguin saltar. Els materials en els quals totes les bandes són plenes (per exemple, l'energia de Fermi és entre dues bandes) són aïllants. Tanmateix, en alguns casos la teoria de bandes es trenca i materials que haurien de ser conductors segons la teoria resulta que són aïllants. Els aïllants de Mott són un exemple d'aquest tipus d'aïllants.

### Metalls
Els metalls són bons conductors perquè disposen d'espai lliure a la banda d'energia de valència. En absència d'un camp elèctric hi ha electrons que es mouen en totes direccions amb diferents velocitats (fins al límit que marca la velocitat de Fermi, que és la velocitat dels electrons a l'energia de Fermi). Quan s'aplica un camp elèctric apareix un petit desequilibri i els electrons flueixen. Els electrons d'aquesta banda poden ser accelerats per aquest camp elèctric perquè hi ha molts estats buits propers a la banda.
A un metall la resistència és deguda a la difusió dels electrons pels defectes de la xarxa cristal·lina o per fonons. Una teoria de la conducció als metalls simples és el model de Drude, al qual la difusió es caracteritza per un temps de relaxació τ. La conductivitat vindria donada per la fórmula
{\displaystyle \sigma ={\frac {ne^{2}\tau }{m}}}
on n és la densitat de conducció d'electrons, e és la càrrega de l'electró, i m és la massa de l'electró. Un model millor seria la teoria semiclàssica, segons la qual l'efecte del potencial periòdic de la xarxa sobre els electrons els donaria una massa efectiva.

### Semiconductors
Un sòlid amb les bandes plenes és un aïllant, però a una temperatura finita, els electrons poden ser excitats tèrmicament des de la banda de valència cap a la superior, la banda de conducció. La part dels electrons que són excitats d'aquesta manera depèn de la temperatura i de la banda prohibida, la diferència d'energia entre les dues bandes. Excitant els electrons cap a la banda de conducció fa que al darrere, a la banda de valència, quedin forats carregats positivament que també poden conduir l'electricitat. Per a més informació, vegeu semiconductor.
Als semiconductors, les impureses afecten molt la concentració i el tipus de càrrega que es transporta. Les impureses donants (tipus n) tenen electrons de valència addicionals amb energies molt properes a la banda de conducció que poden ser tèrmicament excitats cap a la banda de conducció. Les impureses receptores (tipus p) capturen electrons de la banda de valència, permetent la formació de forats. Si dopem un aïllant amb prou impureses arribarà a la transició de Mott, i esdevindrà un conductor.

### Superconductors
Els superconductors són un tipus de materials extremadament conductors. La conducció depèn totalment de la temperatura, de manera que quan la temperatura canvia també canvien les seves propietats. En els metalls i alguns altres materials la transició a l'estat de superconductivitat es produeix a baixes temperatures (per sota de les criogèniques). Per una interacció mediatitzada per altres parts del sistema (fonons als metalls), els electrons s'aparellen en parells de Cooper. Els parells de Cooper bosònics formen un superfluid que té resistència zero.

## Electròlits
En els electròlits el corrent elèctric és un flux d'àtoms carregats elèctricament (ions). Per exemple, si posem un camp elèctric al llarg d'una solució de Na+ i Cl–, els ions de sodi es mouran constantment cap a l'elèctrode negatiu (ànode) mentre els ions de clor ho faran cap a l'elèctrode positiu (càtode). Si les condicions són les adequades, es produiran reaccions d'oxidació-reducció a la superfície dels elèctrodes, alliberant electrons del clor que seran absorbits pel sodi.
El glaç i alguns electròlits sòlids anomenats conductors protònics contenen ions positius d'hidrogen que es poden moure lliurement. En aquests materials, els corrents elèctrics es componen de protons en moviment (al contrari del que passa als metalls, on són els electrons els que es mouen).
En algunes barreges electrolítiques, les càrregues elèctriques que es mouen són una munió d'ions de colors brillants. La lenta migració d'aquests ions és un exemple d'una situació a la qual un corrent elèctric és visible a simple vista.